# Ismail Zagros
Ismail Zagros (* 1984 in Araban, Türkei) ist ein deutscher Schauspieler.

## Leben
Im Jahr 1996 zog er aus Anatolien mit seiner Familie nach Deutschland. Er studierte an der Akademie für darstellende Kunst in Ulm Schauspiel für Film, Fernsehen und Theater. Ismail Zagros lebt in Köln und spielt als Gast regelmäßig am Theaterhaus Stuttgart das Stück Die 12 Geschworenen.

## Filmografie
- 2008: Mogadischu
- 2009: Reflekt Zone
- 2010: Des Teufels Beitrag
- 2010: Skotos
- 2011: Tortur
- 2012: Der Hausgeist
- 2012: Kalte Heimat
- 2012: Politisch korrekt
- 2012: Schnitzel und Dolmades
- 2013: Koslowski & Haferkamp
- 2013: Mardan
- 2014: Das Traumhotel – Marokko
- 2014: Die Schwalbe
- 2014: Alarm für Cobra 11

## Theater
- 2009: Das Streichholz, Akademietheater Ulm
- 2009: Derya Güllü (türkisch), OKM Nürnberg
- 2009: Hülleci (türkisch), OKM Nürnberg
- 2009: Märchenherz, Akademietheater Ulm
- 2010: Das Gauklermärchen, Akademietheater Ulm
- 2010: Der große böse Wolf, Akademietheater Ulm
- 2010: Haram, Akademietheater Ulm
- 2010: Was ihr wollt, Akademietheater Ulm
- 2011–2012: Die zwölf Geschworenen, Theaterhaus Stuttgart
- 2013: Frühling der Freiheit, Akademietheater Ulm
- 2014: Die zwölf Geschworenen, Theaterhaus Stuttgart